# Astoria (stacja metra)
Astoria – stacja metra w Budapeszcie, na wschodnim brzegu Dunaju. Stacja leży w ciągu drugiej linii budapeszteńskiego metra. W odległej przyszłości stanie się stacją przesiadkową na projektowaną piątą linię metra.